# Bulci, Arad
Bulci este un sat în comuna Bata din județul Arad, Banat, România.

## Istoric
Încă din perioada romană a existat un castru roman aparținând de Legiunea a XIII-a Gemina. Cărămizile castrului purtând inscripția legiunii, au fost folosite la construirea unei manastiri medievale. Clădirea medievală ce datează cel puțin din secolul al XIII-lea, care mai păstrează și astăzi urmele terasamentelor și în pământ părți de fundament, este Abația romano-catolică ridicată de călugării benedictini, una dintre cele mai vechi și cele mai bogate din Banat, după Cenad. În anul 1241, multe mănăstiri din Banat au fost distruse de năvălirile tătarilor. Atrași de măreția mănăstirii și a bisericii, tătarii au purtat aici bătălii crâncene. În șanțurile cetății s-au găsit oseminte arse ale oamenilor care au luptat și ale cailor acestora. Clădirea Mănăstirii din Bulci, distrusă de tătari, a fost refăcută de episcopul Bulcsu, de la al cărui nume se pare că vine denumirea satului Bulci. In secolul al XIV-lea mănăstirea devine un important centru de cultura, unde lucrau copisti, de la care s-a păstrat pâna astăzi un codice conținând texte ale istoricului roman Titus Livius. Mai târziu, în secolul al XVI-lea (1551-1552) Mănăstirea din Bulci este supusă atacurilor turcești din Transilvania, în urma cărora satul și locuitorii sunt distruși aproape în întregime. Care au scăpat cu viață au fugit în alte localități de pe Valea Mureșului, trăind peste o sută de ani departe de satul lor, păstrând totuși credința lor catolică. În anul 1749, călugărul Berecky Hiarion întemeiază noul Bulci, căutând pe urmașii celor care au părăsit satul în timpul năvălirilor otomane și reconstruind vechea biserică. Bulciul este declarat parohie romano-catolică. Pe la mijlocul secolului al XVIII-lea aduce în Bulci stăpânirea Regimului Regesc Maghiar.

### Clădiri istorice
- Castelul Mocioni

Familia Mocioni a avut mai multe proprietăți în Banat iar a doua ca mărime se afla la Bulci (com. Bata, jud. Arad), la numai câtiva kilometri de Căpâlnaș, Arad. Amplasat într-un parc imens, pe malul Mureșului, castelul Bulci este una din cele mai impozante construcții de acest fel. Pe două din fațadele clădirii se află terase cu blazoanele familiei sculptate în relief, care au supraviețuit distrugerilor de după al doilea război mondial. Corpul central are o frumoasă sală de arme, cu un splendid șemineu, iar în parc se afla o seră. Lânga castel, Anton Mocioni de Foen a zidit o biserică și o școală pentru copii din sat.
Domeniul Bulci a fost cumpărat în 1858 de catre Anton Mocioni de Foen. Domeniul și castelul au fost moștenite de Zeno (1842-1905), plătindu-i în schimb fratelui său Victor - care și-a petrecut viața în strainatate - o rentă anuală de 10 000 florini aur.
În timpul ultimilor doi proprietari - Anton și fiul său adoptiv Ioan Mocsony-Stârcea - castelul din Bulci a cunoscut o viață intensă, aici venind adesea la vânătoare regele Carol al II-lea, al cărui maestru de vânătoare era Anton. După 1940, au fost amenajate camere speciale pentru regina mamă Elena și regele Mihai I, care în 1943, prin intermediul lui Ioan Mocsony-Stârcea, va achiziționa castelul contelui Huniady de la Savârsin, aflat în apropierea domeniilor Mocioneștilor. Castelul de la Bulci a fost naționalizat și transformat în 1949 în sediu al G.A.S. din localitate. Ulterior, aici a fost amenajat un preventoriu TBC. La acest moment (2017) castelul este în paragină.

## Galerie de imagini

Fațada principală a castelului Mocioni
Vedere laterală a castelului Mocioni